# Scoloderus nigriceps
Scoloderus nigriceps là một loài nhện trong họ Araneidae.
Loài này thuộc chi Scoloderus. Scoloderus nigriceps được Octavius Pickard-Cambridge miêu tả năm 1895.